# Lucius Caecilius Metellus Denter
Lucius Caecilius Metellus Denter war ein Politiker der römischen Republik.
Lucius Caecilius Metellus Denter war im Jahr 284 v. Chr. zusammen mit Gaius Servilius Tucca Konsul. Denter fiel, wahrscheinlich als Prokonsul, bei Arretium in einer Schlacht gegen die Senonen.